# Włodzimierz Siemiginowski
Włodzimierz Maurycy Siemiginowski (ur. 1835, zm. 13 grudnia 1904 w Torskiem) – poseł do Sejmu Krajowego Galicji V, VI i VII kadencji (1886–1901), właściciel dóbr Torskie koło Uścieczka.
Był praprawnukiem Jerzego Eleutera-Siemiginowskiego, synem Jakuba Eliasza Siemiginowskiego porucznika 12 pułku jazdy Księstwa Warszawskiego oraz baronówny Marii Ludwiki Brunickiej. Jego kuzynem ze strony matki był Leon Biliński. W czasie powstania styczniowego w majątku Siemiginowskiego istniał punkt poczty obywatelskiej. W 1868 Włodzimierz nabył kilka koni ze stadniny Dzieduszyckich z Jezupola, założył  własną stadninę i z czasem jako jeden z nielicznych zaczął eksportować luksusowe konie na rynek europejski. Specjalizował się w hodowli koni półkrwi anglo-arabskich. W 1868 został członkiem Rady Powiatowej w Zaleszczykach. Był członkiem Galicyjskiego Towarzystwa Kredytowego Ziemskiego. 24 listopada 1886 został wybrany w I kurii obwodu Czortków, z okręgu wyborczego Czortków na miejsce zmarłego Erazma Wolańskiego posłem na Sejm Krajowy Galicji. W sejmie pracował do 1901 w komisji administracyjnej, specjalizował się w sprawach drogowych i powiatowych często urlopowany nigdy nie zabrał głosu w obradach plenarnych. 
Żonaty z Felicją Jordan-Stojowską miał dwójkę dzieci syna Mieczysława (zm. 1897) oraz córkę Zofię (1870-1946) wydaną za mąż za Władysława Rostworowskiego, brata Jana Kantego Rostworowskiego. W testamencie Włodzimierz Siemiginowski polecił zlikwidować stadninę, którą zlicytowano w marcu 1905 a majątek po nim odziedziczyła jedyna wnuczka i spadkobierczyni Zofia z Rostworowskich Łosiowa. Prawnukiem Włodzimierza był matematyk prof. Jerzy Łoś.